# Лопес Риос, Эрик
Эрик Лопес Риос (исп. Eric López Ríos, родился 29 декабря 1972 года в Гаване) — кубинский гимнаст, восьмикратный чемпион Панамериканского чемпионата, 12-кратный чемпион Панамериканских игр, серебряный призёр чемпионата мира 2001 года в Генте; один из самых титулованных кубинских гимнастов. Выступал почти на всех снарядах, представлял клуб «Серро-Пеладо».
Дважды участвовал в Олимпийских играх: в 2000 и 2004 годах выступал в личном первенстве. В 2000 году стал 17-м в многоборье, в 2004 году — 20-м.